# Lahlef
Lahlef (în arabă لحلف) este o comună din provincia Relizane, Algeria.
Populația comunei este de 10.264 de locuitori (2008).